# Хитобасира
Хитобасира (яп. 人柱, «живой столб») — древний японский ритуал человеческого жертвоприношения, при котором жертву заживо замуровывали в одну из опор для будущего строения, например моста. В качестве жертвы, как правило, выступала мать с младенцем. Считалось, что такой обряд должен защитить постройку в случае землетрясения, военных тревог и прочих бедствий.

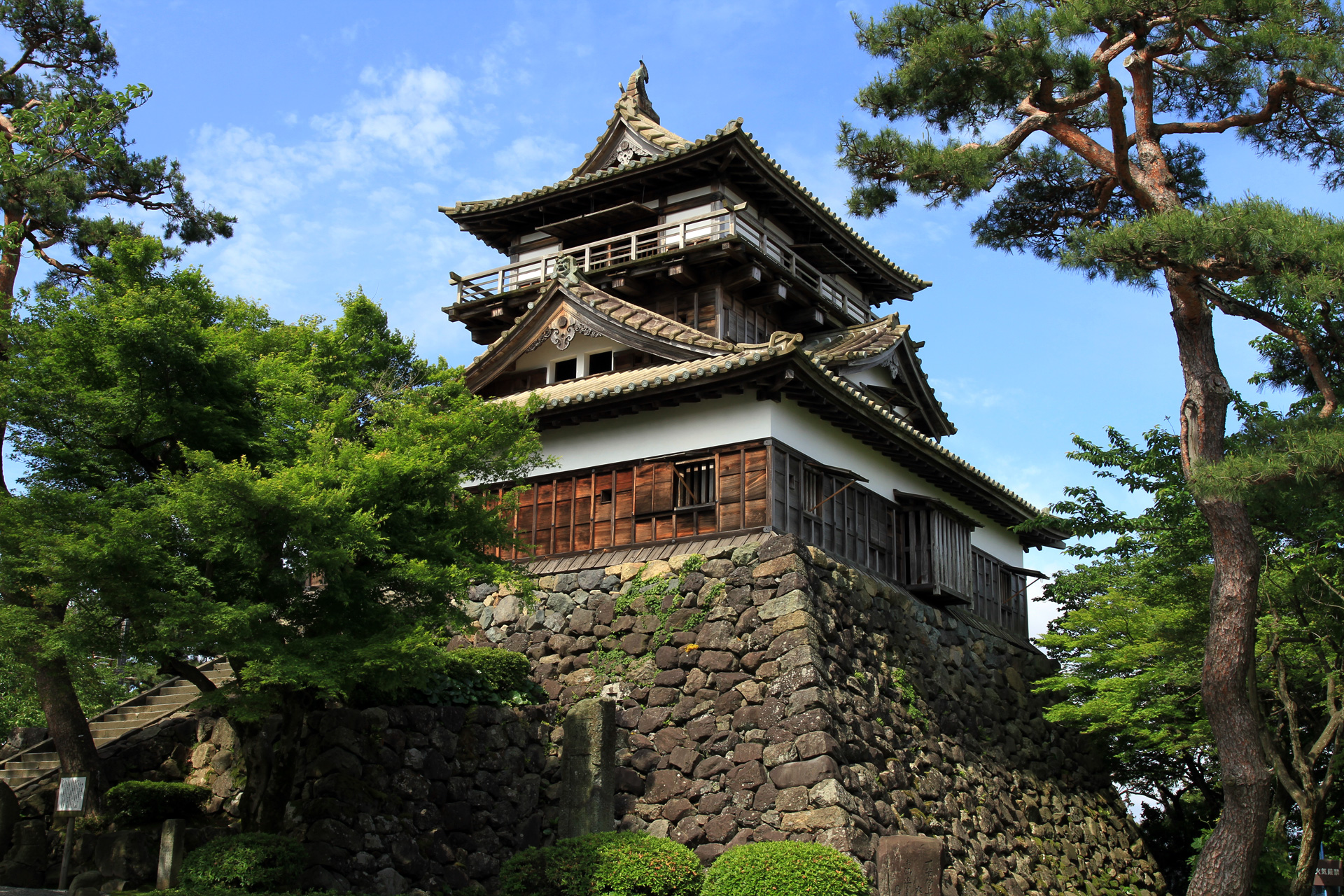
Замок Маруока, в основание которого была замурована слепая крестьянка

Строительная жертва не была изобретена японцами; она практиковалась китайцами и другими народами Евразии. О существовании традиции в Японии упоминается в «Нихон сёки». Последние сведения о таких жертвах датируются XVI веком. Как отмечал в 1689 году иезуит Жан Крассе, жертвы отдавали свою жизнь по доброй воле из религиозных побуждений.